# Guarau (jezična porodica)
Guarauan.- Porodica indijanskih jezika i plemena s delte rijeke Orinoco u Venezueli (države Delta Amacuro: i Monagas), danas se povezuje u Veliku porodicu Macro-Chibchan. Članovi porodice su jezici i plemena Guarau ili Warrau (Warao), Chaguan, Guaykeri (Guaiqueri) i Mariusa. 
Guarau su ribarski narod, prilično snažan, matrifokalan, s kućama podignutim na drvenim nosačima zabijenim u dno delte. 

## Vanjske poveznice
- Warao  Arhivirana inačica izvorne stranice od 15. veljače 2012. (Wayback Machine)